# 克拉德基夫卡
51°20′12″N 31°56′51″E / 51.33667°N 31.94750°E
克拉德基夫卡（羅馬化：Kladkivka）是位於烏克蘭北部切爾尼希夫州裏切爾尼希夫區的村莊，始建於1608年，面積5.151平方公里，海拔高度110米，2015年人口574。